# Gnjat
Gnjat ali pogovorno šunka (prevzeto iz nemščine Schinken) je poltrajno suho, razsoljeno in prekajeno svinjsko stegno z maso od 3,5 do 9 kg. Gnjat se pripravi s sušenjem svinjskega stegna. Znanih je več sto vrst različnih priprav gnjati, večinoma pa je postopek izdelave bolj ali manj enak: suho ali mokro razsoljevanje, prekajevanje in zorenje.
Povita gnjat ali povita šunka je sušeno svinjsko stegno, ki so mu pobrane vse kosti, težka je od 2,5 do 7 kg, povita in zvezana je z vrvico v presledkih največ po 17 mm.